# Café de la Régence
Café de la Régence byla známá pařížská šachová kavárna, otevřená roku 1681 poblíž Palais Royal. Jméno, pod nímž je známá dodnes, však dostala až mnohem později, a to podle období tzv. regentství, kdy Francii vládl místo nezletilého Ludvíka XV. regent Filip II. Orleánský, neboť právě v této době začala získávat své renomé.

## Historie

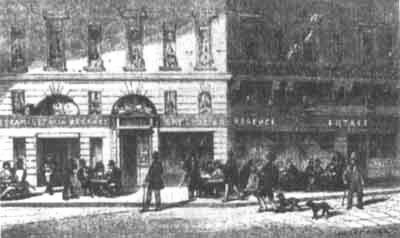
Café de la Régence v 19. století

V době její největší slávy v 18. a 19. století se v ní scházeli nejvýznamnější francouzští šachisté, ale také šachoví amatéři. Často prý bývala tak přeplněná, že si lidé kvůli šetření místem museli nechávat klobouky na hlavách. Kromě šachu se zde však hrávaly i jiné hry, jako dáma, domino, kulečník či karty.
Ze známých šachistů zde působili např. William Schlumberger, který později skrytě obsluhoval šachový stroj Turek, Pierre Charles Fournier de Saint-Amant, Legall de Kermeur, François-André Danican Philidor, Louis-Charles Mahé de La Bourdonnais, Lionel Kieseritzky či Paul Morphy, který zde roku 1858 sehrál svou slavnou simultánní partii naslepo proti 8 soupeřům. Mnoho šachistů si zde vydělávalo na živobytí udělováním lekcí. Takto v kavárně vyučoval např. zmíněný William Schlumberger nebo Ignazio Calvi, který si zde v průběhu čtyř let vydělal 40 000 franků.

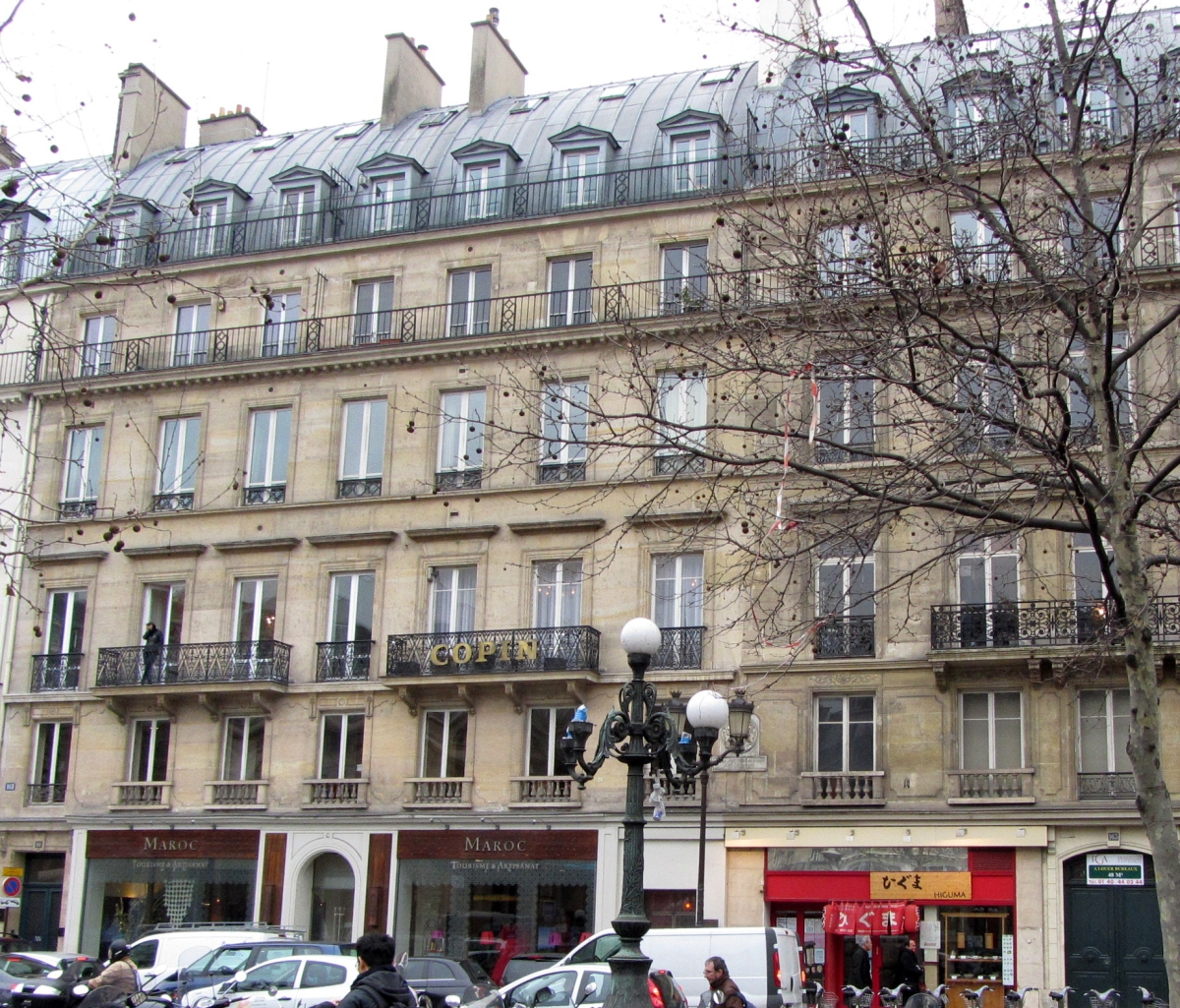
Saint-Honoré 161, kde se kavárna nacházela v letech 1852–1916

Během svého turné po Evropě kavárnu navštívil Wolfgang von Kempelen, majitel Turka, a jeho stroj zde sehrál celou řadu partií. Do kavárny docházelo i mnoho šachových amatérů a tyto návštěvy byly i věcí jisté společenské prestiže. Mezi známé osobnosti, které v kavárně hrávaly, patřili Voltaire (který odtud vedl korespondenční partii s pruským králem Fridrichem II. Velikým), Jean-Jacques Rousseau, Denis Diderot, Maximilien Robespierre, Napoleon Bonaparte či Benjamin Franklin. Podle jedné z pověstí zde proti Robespierrovi hrála dívka převlečená za muže, a poté, co vůdce Francouzské revoluce porazila, odhalila svou totožnost a požádala ho o milost pro svého odsouzeného milence. Přemožený Robespierre jí prý vyhověl.
Roku 1852 se kavárna přestěhovala do ulice Saint-Honoré (dnes č. 161) a roku 1916 zanikla. Její jméno používá francouzská asociace La Régence, kterou roku 2006 založila za účelem propagace šachu skupina politiků, novinářů a obchodníků.